# Francis Carr (saggista)
Francis Carr (Warwick, 1924 – 2009) è stato uno storico e saggista britannico.
Segretario privato di un membro del parlamento britannico, ha curato per sette anni la pubblicazione della rivista di storia Past and Future, per poi fondare una società allo scopo di organizzare letture ed eventi musicali in luoghi storici, ad esempio luoghi di soggiorno di grandi letterati e compositori.
È stato autore di una biografia di Ivan il Terribile e di un libro illustrato sull'arte erotica. È noto soprattutto per la sua biografia di Mozart, nella quale sostiene che il compositore sia stato assassinato, ma non da Antonio Salieri, bensì da Franz Hofdemel, marito di un'allieva con la quale il maestro avrebbe avuto una relazione, Magdalena Pokorný. Il libro uscì l'anno stesso del film Amadeus (1984).
Fu attivo negli anni '60 anche nel dibattito sull'attribuzione delle opere di Shakespeare, nel quale assunse posizioni baconiane. Nel 1975 fondò il William Shakespeare Authorship Information Centre e pubblicò un bollettino di notizie quindicinale dal titolo Who was Shakespeare?. Coltivò posizioni scettiche anche nel dibattito sul Don Chisciotte di Cervantes, che attribuiva sempre a Francesco Bacone.